# شركيسيا
شركيسيا هي منطقة تقع في شمال وسط وغرب القوقاز والتي تضم الشعوب الشركسية من فرع الأديجة، وهي منطقة تاريخية كانت تشمل مناطق النصف الجنوبي لمنطقة كراسنودار، بالإضافة إلى غالبية منطقة ستافروبول بالإضافة إلى جمهورية الأديجيه الشركسية، أقليم الشابسوغ على البحر الأسود، جمهورية قرشاي-شيركسيك، وجمهورية قباردينو وبلقاريا، وجميعها تقع حالياً في الفيدرالية الروسية، بعد أن احتلها الجيش القيصري الروسي تباعاً وقتل وتهجير سكانها الشركس خلال الإبادة الجماعية للشركس في نهايات القرن الثامن عشر وحتى منتصف القرن التاسع عشر الميلادي. وشركيسيا هي الموطن التاريخي للشراكسة (الأديجه)و التي تشمل 12 قبيلة أديجيه، وكانت تعتبر هذه المناطق كمنطقة مستقلة وكيان قائم بذاته بموجب اتفاقيّة مؤتمر فيينا والتي عقدت في النمسا بتاريخ 1814 وحتى تاريخ 1815، وبحضور سفراء كل الممالك الأوروبيّة المسيطرة في ذلك الحين وبما فيها مندوبين عن الإمبراطورية الروسية.

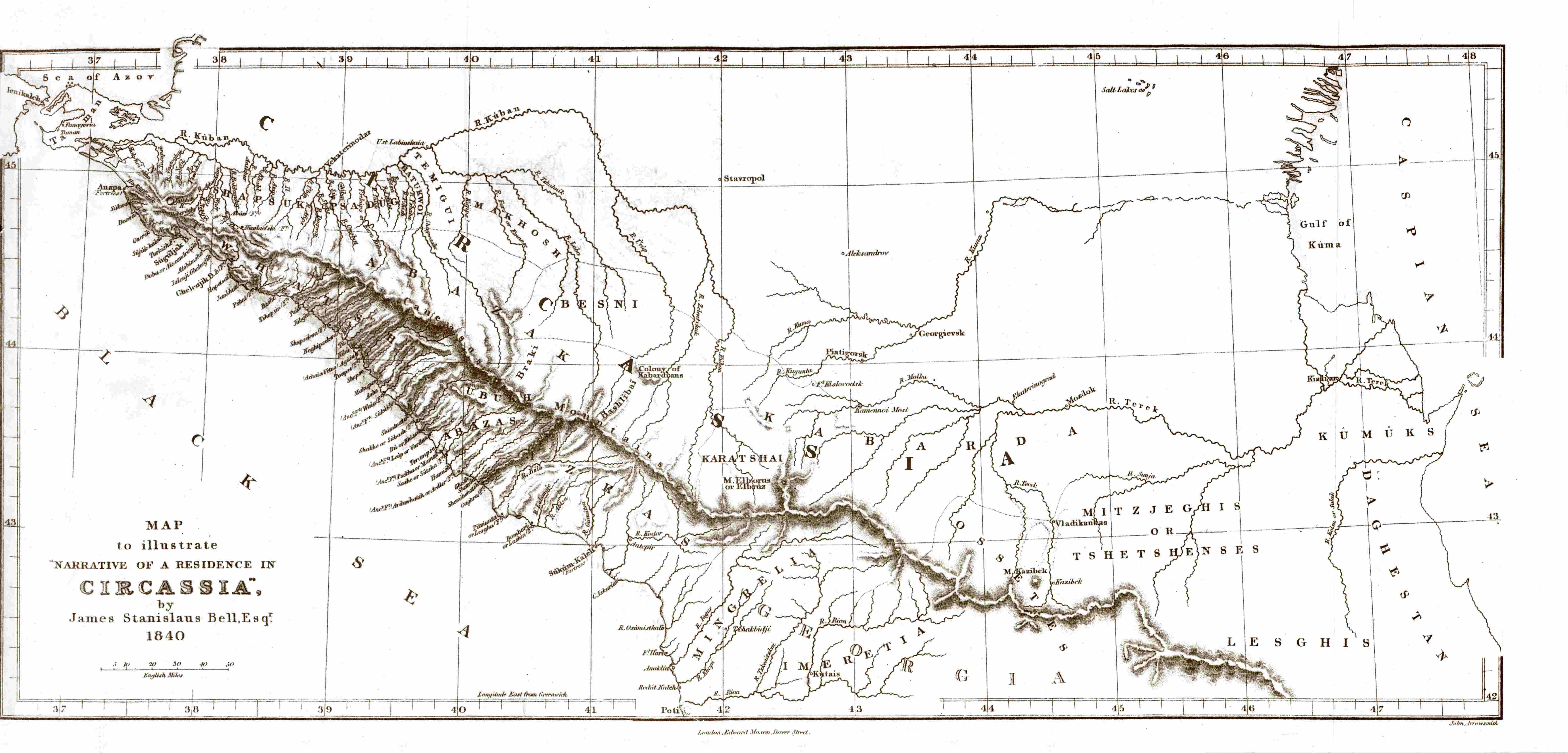
خارطة شركيسيا عام 1840

سقطت شركيسيا بتاريخ 1864 بعد حملات ضارية استمرت المائة عام من قبل الجيوش القيصرية وأهدافها للوصول إلى المياه الدافئة، والحصول على شواطئ البحر الأسود، وقد نتج عن سقوط شركيسيا ارتكاب المجازر الوحشية بحق القبائل الشركسية وعمليات التطهير العرقي بحق سكان شركيسيا الأصليين بحيث أدى ذلك إلى إبادة قبائل بالكامل، بالإضافة إلى أن 90% ممن تبقى من المجازر أجبر على ترك الوطن الأم والهجرة إلى ديار الدولة العثمانية بالإضافة إلى الشعوب القفقاسية المسلمة الأخرى، مثل الشيشان، الداغستان، الخ. إلا أن الشعب الشركسي (الأديجه، الوبيخ، الأبخاز) هو الشعب الوحيد من هذه الشعوب التي يتكون مهجره من نحو 90% بينما يشكل ما تبقى نسبة 10% في الوطن التاريخي، بحيث يتواجد من أبناء الشعب الأديجيي نحو ال 800 ألف من أصل 7 ملايين شركسي مشتتين في أكثر من 50 دولة، من دول آسيا الصغرى، الشرق الأوسط، أوروبا، وأميركا.
حالياً يعيش الشراكسة الأديجة في جمهورية الأديجيه وفي إقليم الشابسوغ بالنسبة للقبائل الغربية، وفي جمهورية قرشاي شيركسيك وجمهورية قباردينو-بلقاريا بالنسبة للقبائل الشرقية بالإضافة إلى الكيانات التي شكلت بعد إعادة رسم الخرائط عند الاحتلال مثل محافظة كراسنودار. يوجد الشراكسة حالياً في تركيا، الأردن، سوريا، لبنان، وكوسوفو (والذين أُعيد توطينهم في جمهورية الأديجيه بتاريخ 1998، بعد تهديد جيش تحرير كوسوفو لهم التصفية، نتيجة لإدانتهم للمارسات غير الإخلاقية لاضطهاد الأقليات الموجودة في كوسوفو والذي فُسر دعمًا للأقليات ومنها الأقلية الصربية)، جمهورية مصر العربية (وتاريخياً كانوا قادة وجنوداً في الجيش المملوكي المصري)، فلسطين في قريتي كفار كما والريحانية منذ 1880، بالإضافة إلى ولاية نيويورك ونيوجيرسي الأميركيتين، وفي أوروبا (ألمانيا وهولندا) وليبيا

## أعلام
- إسماعيل بابوق
- قايتباي
- بزم آرا خانم
- بيريستو قادين
- الجنرال رستم